# HMAS Arthur Rose
HMAS „Arthur Rose” (FY29) – okręt pomocniczy należący do Royal Australian Navy w okresie II wojny światowej.

## Historia
Lugier „Arthur Rose” został zarekwirowany przez RAN około 1942 i był używany jako okręt zaopatrzeniowy. Okręt mierzy 16,1 m długości i 4,1 m szerokości, przy użyciu silnika o mocy 24 KM mógł osiągnąć prędkość do trzech węzłów. Uzbrojenie stanowił pojedynczy karabin maszynowy Vickers kalibru 7,7 mm.
Okręt wszedł do służby 9 września 1942, po zakończeniu wojny został sprzedany 24 października 1945.